# Listă de bloguri

Aceasta este o listă de blog-uri notabile. Un blog (contracție a weblog) este un site web cu postări frecvente și periodice creând un jurnal narativ în curs de desfășurare. Ele sunt menținute de către grupuri și/sau persoane, aceasta din urmă fiind cele mai frecvente. Blogurile se pot concentra pe o mare varietate de subiecte, de la politică la experiențe personale zilnice, notate ca într-un jurnal.

## Bloguri în limba română
Aceasta este o listă cu cele mai populare bloguri românești (primele 20 din 96702), conform topului calculat de siteul Zelist.ro, ordonată după popularitate la data de 15 mai 2020:
| Nr. | Nume/Autor       | Adresa                                                           | Subiect                     |
| --- | ---------------- | ---------------------------------------------------------------- | --------------------------- |
| 1   | Tudor Chirilă    | tudorchirila.blogspot.com                                        | societate                   |
| 2   | Victor Ciutacu   | ciutacu.ro                                                       | televiziune                 |
| 3   | Bookblog.ro      | bookblog.ro                                                      | cultură - recenzii de carte |
| 4   | Groparu          | groparu.ro                                                       | umor                        |
| 5   | Vlad Petreanu    | petreanu.ro                                                      | social                      |
| 6   | Pitici Gratis    | piticigratis.com                                                 | umor                        |
| 7   | Dragoș Bucurenci | bucurenci.ro                                                     | CSR                         |
| 8   | Cătălin Tolontan | tolo.ro                                                          | jurnalism de investigație   |
| 9   | Cristian Manafu  | manafu.ro                                                        | social media                |
| 10  | Adi Hădean       | adihadean.ro                                                     | culinărie                   |
| 11  | Mintea de Ceai   | mintea-de-ceai.blogspot.com                                      | societate (închis în 2017)  |
| 12  | Piticu           | piticu.ro                                                        | societate                   |
| 13  | Fredo & Pidjin   | pidjin.net                                                       | benzi desenate              |
| 14  | Codul Lui Oreste | codulluioreste.ro Arhivat în 10 august 2017, la Wayback Machine. | spiritualitate, ezoterism   |
| 15  | Vacanțierul      | vacantierul.ro Arhivat în 10 august 2017, la Wayback Machine.    | turism, călătorii           |
| 16  | Laura Adamache   | lauraadamache.ro                                                 | culinar, rețete             |
| 17  | Alexandra Sandu  | alexunu.blogspot.ro                                              | jurnal (închis în 2017)     |
| 18  | Șerban Huidu     | serbanhuidu.ro/                                                  | politică, televiziune       |
| 19  | Suțu             | sutu.ro                                                          | societate, fotografie       |

Există bloguri care sunt mult mai importante cu cele menționate, însă posesorii lor nu doresc să se supună monitorizării Zelist deoarece topul Zelist nu este deloc relevant din punt de vedere al importanței ( de exemplu: blogul lui Victor Ciutacu nu are mai mult de 50 de vizitatori pe zi, în timp ce blogurile din lista de mai jos au un număr considerabil mai mare de vizitatori unici, de ordinul miilor sau zecilor de mii).
- arhiblog.ro (fost cetin.ro)
- cabral.ro
- cristianchinabirta.ro
- zoso.ro

## Bloguri în limba engleză
Aceasta este o listă cu cele mai populare bloguri de limbă engleză, ordonată după numărul de vizitatori la data de 21 ianuarie 2014:
| Nr. | Nume                 | Adresa                                                                                |
| --- | -------------------- | ------------------------------------------------------------------------------------- |
| 1   | Huffington Post      | http://www.huffingtonpost.com                                                         |
| 2   | BuzzFeed             | http://www.buzzfeed.com                                                               |
| 3   | Business Insider     | http://www.businessinsider.com                                                        |
| 4   | The Verge            | http://www.theverge.com                                                               |
| 5   | Mashable             | http://mashable.com                                                                   |
| 6   | Deadspin             | http://www.deadspin.com Arhivat în 21 ianuarie 2014, la Wayback Machine.              |
| 7   | Gizmodo              | http://www.gizmodo.com                                                                |
| 8   | Gawker               | http://www.gawker.com                                                                 |
| 9   | Mediaite             | http://www.mediaite.com                                                               |
| 10  | TechCrunch           | http://www.techcrunch.com                                                             |
| 11  | TMZ                  | http://www.tmz.com                                                                    |
| 12  | CNN Political Ticker | http://politicalticker.blogs.cnn.com Arhivat în 28 ianuarie 2018, la Wayback Machine. |
| 13  | Bleacher Report      | http://bleacherreport.com/                                                            |
| 14  | The Blaze            | http://www.theblaze.com/                                                              |
| 15  | Ars Technica         | http://arstechnica.com                                                                |
| 16  | ZeroHedge            | http://www.zerohedge.com/                                                             |
| 17  | GigaOM               | http://gigaom.com Arhivat în 18 septembrie 2011, la Wayback Machine.                  |
| 18  | Jezebel              | http://jezebel.com                                                                    |
| 19  | SB Nation            | http://www.sbnation.com                                                               |
| 20  | Laughing Squid       | http://laughingsquid.com                                                              |